# Bobrowniki (Szczytna)
Bobrowniki (deutsch: Biebersdorf) ist ein Ort in der Stadt- und Landgemeinde Szczytna im Powiat Kłodzki der Woiwodschaft Niederschlesien in Polen. Es liegt zwei Kilometer südwestlich von Szczytna (Rückers).

## Geographie
Bobrowniki liegt in den nördlichen Ausläufern des Habelschwerdter Gebirges in zwei engen Tälern. Es wird über eine Nebenstraße erreicht, die bei Szklarnia (Gläsendorf, auch Glasendorf) beginnt und über Bobrowniki nach Zieleniec (Grunwald) führt. Nachbarorte sind Szczytna und Szklarnia im Nordosten, Sokołówka  (Falkenhain) im Osten, Duszniki-Zdrój (Bad Reinerz) im Westen und Dolina (Hermsdorf) im Nordwesten. Nordöstlich liegt der 870 m hohe Vogelberg (polnisch Smolna).

## Geschichte
Biebersdorf, das zur Grafschaft Glatz gehörte, wurde 1682 auf ausgerodetem Forstboden, der dem böhmischen Landesherrn gehörte, angelegt und zur Pfarrkirche St. Peter und Paul in Reinerz gewidmet. Die Ortsbezeichnung leitet sich von der Landschaftsbezeichnung „Biebergrund“ ab. Nachdem eine Kolonie angelegt worden war, wurde das bisherige Biebersdorf als Altbiebersdorf und die Kolonie als Neubiebersdorf bezeichnet. Später bürgerte sich der gemeinsame Ortsname ein. 
Nach dem Ersten Schlesischen Krieg 1742 und endgültig mit dem Hubertusburger Frieden 1763 fiel es zusammen mit der Grafschaft Glatz 1763 an Preußen. Für Anfang des 19. Jahrhunderts sind eine königliche Försterwohnung und eine Wassermühle sowie 47 Feldgärtner- und Häuslerstellen nachgewiesen. 
Nach der Neugliederung Preußens gehörte Biebersdorf ab 1815 zur Provinz Schlesien und wurde 1816 dem Landkreis Glatz eingegliedert, mit dem es bis 1945 verbunden blieb. 1874 wurde aus den Landgemeinden Biebersdorf, Grenzendorf, Grunwald und Hinterkohlau sowie dem Gutsbezirk Reinerz-Forst der Amtsbezirk Grunwald gebildet. Von wirtschaftlicher Bedeutung waren Kristallglasschleifereien. 1939 wurden 411 Einwohner gezählt.
Als Folge des Zweiten Weltkriegs fiel Biebersdorf 1945 wie fast ganz Schlesien an Polen und wurde in Bobrowniki umbenannt. Die deutsche Bevölkerung wurde weitgehend vertrieben. Die neu angesiedelten Bewohner waren teilweise Zwangsumgesiedelte aus Ostpolen, das an die Sowjetunion gefallen war. Bis 1975 gehörte es zur Woiwodschaft Breslau und danach bis 1998 zur Woiwodschaft Wałbrzych (Waldenburg).

## Persönlichkeiten
- Josef Welzel (1927–2014), deutscher Experimentalarchäologe und Glaskünstler, in Biebersdorf geboren